# Roger Stilz
Roger Alexander Stilz (* 25. März 1977 in St. Gallen) ist ein ehemaliger schweizerisch-deutscher Fussballspieler und Fussballtrainer. Er ist seit Januar 2024 Sportlicher Leiter des FC St. Gallen.

## Karriere als Spieler
Stilz debütierte im Alter von 17 Jahren beim damaligen Schweizer Drittligisten FC Rorschach im Herrenbereich. In der Folge absolvierte er in seiner Karriere rund 130 Zweitligaspiele in der Schweiz und sechs Europapokalspiele für den in der Schweiz antretenden Liechtensteiner Klub FC Vaduz. Mit dem FC Baden, dem SC Kriens und dem FC Vaduz nahm er an der Aufstiegsrunde zur höchsten Schweizer Liga teil. 2004 wechselte er nach Hamburg zum Altonaer FC von 1893, bei dem er drei Spielzeiten spielte. Von 2007 bis 2013 lief Stilz für den SC Victoria Hamburg auf, bis er seine Karriere beendete. 2008 wurde er als erster Amateur als bester Spieler des Internationalen Hamburger Hallenfußballturniers (Schweinske-Cup) ausgezeichnet.

## Karriere als Trainer
Zur Saison 2009/10 wurde Stilz neben seiner Tätigkeit als Spieler Co-Trainer beim SC Victoria Hamburg. Die Rückrunde der Saison 2011/2012 bestritt er dort als Spielertrainer. Von 2007 bis 2013 leitete Stilz auch die Jugendabteilung des SC Victoria Hamburg. Unter seiner Leitung wuchs die Abteilung von zehn auf 35 Teams an und der Verein erhielt 2010/2011 den Uwe-Seeler-Preis.  Zur Saison 2013/14 wechselte er als Co-Trainer zum Bundesligisten Hamburger SV, bei dem er zunächst einen Vertrag bis zum Saisonende unterschrieb. Dort assistierte Stilz insgesamt drei Cheftrainern: zuerst Thorsten Fink, nach dessen Entlassung Bert van Marwijk, ab dem 17. Februar 2014 Mirko Slomka. Nach der Saison verliess Stilz den Verein auf eigenen Wunsch nach Auslaufen seines Vertrages. Am 5. Juni 2014 wurde bekannt, dass Stilz an der Seite von Valérien Ismaël als Co-Trainer beim 1. FC Nürnberg einsteigt. Er unterschrieb beim Club einen Vertrag bis Juni 2016. Im November 2014 wurden Ismaël und Stilz in Nürnberg entlassen. Stilz absolvierte anschließend den Fußball-Lehrer-Lehrgang an der Hennes-Weisweiler-Akademie, den er im März 2016 abschloss, und erwarb damit die UEFA-Pro-Lizenz.

## Karriere als Funktionär
Im Mai 2016 übernahm er das Amt des Sportlichen Leiters des Nachwuchsleitungszentrums des FC St. Pauli. Anfang 2021 wechselte Stilz als Sportlicher Leiter zum belgischen Erstligisten Waasland-Beveren. Ende 2021 wurde er als Nachfolger von Christian Keller als sportlicher Leiter beim deutschen Zweitligisten Jahn Regensburg bekanntgegeben. Im September 2022 ließ er seinen Vertrag nach zehn Monaten aus privaten Gründen auflösen. Im Januar 2024 wurde er als Nachfolger von Alain Sutter als Sportchef beim FC St. Gallen vorgestellt.

## Ausbildung
Stilz absolvierte in der Schweiz die Ausbildung zum Grundschullehrer. Im Anschluss studierte er während seiner Spielerlaufbahn in Zürich und Hamburg Germanistik und Geschichte und schloss den Masterstudiengang 2007 ab. In der Folge arbeitete er neben seinem Engagement im Fussball von Hamburg aus auch als Werbetexter und Journalist (u. a. Die Welt & Welt am Sonntag).